# عبد الحميد بن محمود المعولي
عبد الحميد بن محمود المعولي، تابعي، راوي حديث نبوي من الثقات.

## روايته للحديث النبوي
- روى عن: أنس بن مالك، وعبد الله بن عباس.
- روى عنه: ابناه حمزة بن عبد الحميد، وسيف بن عبد الحميد. وعمرو بن هرم، ويحيى بن هانىء بْن عروة المرادي.[1]
- الجرح والتعديل: قال أبو حاتم الرازي: «شيخ»، وقال النسائي: «ثقة»، وقال الدارقطني: «كوفي يُحتج به»، ذكره ابن حبان في كتاب الثقات، روى له أَبُو دَاوُدَ، والترمذي والنسائي حديثًا واحدًا.[1]